# نمی‌توانم همه چیز را رها کنم
«نمی‌توانم همه چیز را رها کنم» (به انگلیسی: I Can't Give Everything Away) ترانه‌ای از آهنگساز انگلیسی دیوید بویی است. این هفتمین و آخرین قطعه از ستاره سیاه، بیست و ششمین آلبوم استودیویی او است که پس از مرگ او به عنوان سومین و آخرین تک‌آهنگ آلبوم در ۶ آوریل ۲۰۱۶ منتشر شد. این آهنگ توسط دیوید بویی نوشته شده‌است و توسط او و تونی ویسکانتی تولید شده‌است.
«نمی‌توانم همه چیز را رها کنم» پیش از انتشار به عنوان یک تک‌آهنگ پس از مرگ به رتبه ۴۵ در جدول موسیقی سوئیس، ۱۴۱ در جدول تک‌آهنگ‌های بریتانیا و ۱۴۲ در سندیکای ملی انتشارات صوتی‌تصویری رسید.
این ترانه شامل بخش هارمونیکای مشابهی با آهنگ «یک شغل جدید در شهر جدید»، از آلبوم کم در سال ۱۹۷۷ است.

## بازخورد
«نمی‌توانم همه چیز را رها کنم» با نقدهای مثبت منتقدان روبرو شد. سم ریچاردز از ان‌ام‌ئی این آهنگ را «یک قطعه آرام و هیجان‌انگیز» نامید، در حالی که بن اسکیپر از آی‌بی تایمز آن را یک «خداحافظی زیبا و تکان‌دهنده» دانست. نیل مک کورمیک از تلگراف این ترانه را یک ترانهٔ پایانی حماسی نامید و اظهار داشت که «به نظر می‌رسد که بویی با رمز و راز خود دست و پنجه نرم می‌کند: دیدن بیشتر و احساس کردن کمتر / نه گفتن اما به معنای بله / این تمام چیزی بود که من همیشه قصدش داشتم / این پیامی است که فرستادم.»
مجله آنلاین آمریکایی پیچفورک آهنگ «نمی‌توانم همه چیز را رها کنم» را در رتبه ۲۳ در رتبه‌بندی ۱۰۰ بهترین آهنگ منتشر شده در سال ۲۰۱۶ قرار داد.